# Cartes d'una novícia
Cartes d'una novícia (títol original: La Novice en francès, Lettere di una novizia en italià) és una pel·lícula franco-italiana de 1960 dirigida per Alberto Lattuada amb Pascale Petit i Jean-Paul Belmondo com a protagonistes.
Explica la història d'una noia atrapada. Pronunciarà els seus vots quan una carta arriba al convent, declarant que prendrà el vel contra la seva voluntat. El sacerdot responsable dels novells porta la investigació i descobreix una família problemàtica.
Ha estat doblada al català.

## Argument[2]
Itàlia, al començament dels anys 1960. Rita Passi és una noia de bona família criada al convent després de la mort del seu pare. En el transcurs de les vacances, s'adona de la vanitat i de la vacuïtat de la seva mare, immadura i sense voluntat. La seva relació es fa malsana. Rita es fixa en això i vol sortir de la seva influència; el comença a desobeir. Escull per a amant el seu jove veí, justament aquell del qual la seva mare és l'amant. El drama s'acosta. La mare i la dona de fer feines, còmplices, aparten Rita de l'àmbit del qual és l'hereva, i l'envien al convent. Després d'haver ocultat els esdeveniments durant el seu noviciat, Rita descobreix la veritat.

## Repartiment
- Pascale Petit: Rita
- Jean-Paul Belmondo: Julien
- Massimo Girotti: Don Paolo Conti
- Gianni Appelius: Don Scarpa
- Lilla Brignone: Germana Giuletta

## Comentari
La pel·lícula ha estat qualificada com a mal melodrama; però posa en escena la relació dramàtica entre una mare i la seva filla, que pot concernir cadascun de nosaltres. La mare envaeix el terreny de la noia; i la noia mata el seu amant per atènyer la seva mare, que no gosa enfrontar-se. Els actors serveixen bé un guió implacable, i la realització i el muntatge són igualment eficaços.